# Ерих Менделсон
Ерих Менделсон (на немски: Erich Mendelsohn) е германски архитект експресионист и функционалист.

## Биография
Ерих Менделсон е роден на 21 март 1887 година в Олщин (на полски: Olsztyn; на немски: Allenstein); тогава Източна Прусия. Той е петото дете от шест деца в семейството на евреи от полски произход. Майката е производителка на шапки, а бащата – собственик на малък магазин. Нямат връзка с известната фамилия Менделсон. През 1908 година започва да следва архитектура във Висшето техническо училище в Берлин и две години по-късно продължава следването си вече във Висшето техническо училище в Мюнхен.
От 1912 г. до 1914 година работи като свободен архитект в Мюнхен. На 5 октомври 1912 година се жени за своята годеница Луизе Маас, която е виолончелистка. Чрез нея се запознава с астрофизика Ервин Фройндлих, брат на Херберт Фройндлих. Херберт е заместник директор на Института по физична химия и електрохимия и се стреми да се създаде нова обсерватория, чрез която с експерименти да докаже Теорията на относителността на Алберт Айнщайн. Така Менделсон получава поръчката за създаването на кулата Айнщайн. Този проект става емблематичен за творчеството на Ерих Менделсон. През 1933 г. бяга от нацистите от Германия, като известно време живее във Велищобритания (от 1933 до 1934 и от 1939 до 1941 г.) и в Палестина (от 1934 до 1939 г.) и след 1941 г. окончателно заминава за САЩ. В първите си постройки, донесли му международно признание Менделсон се намира под въздействието на модернистичната архитектура и експресионизма в архитектурата.
Умира на 15 септември 1953 година в Сан Франциско.

## Галерия
- Кулата „Айнщайн“ в Потсдам
- Сградата на издателство „Рудолф Мосе“ в Берлин
- Универсален магазин „Рудолф Петерсдорф“ в Бреслау
- Универсален магазин „Шокен“ в Кемниц, днес Държавен археологически музей на Кемниц
- Универсален магазин „Doblouggården“ в Осло
- Кооперация „Вайхман“ в Гливице
- Седалище на Германския съюз на работниците в металопреработващата промишленост, Берлин-Кройцберг
- Англо-палестинска банка (Bank Leumi), Йерусалим